# Westwoodiana
Westwoodiana is een geslacht van vliesvleugeligen uit de familie Pteromalidae. De wetenschappelijke naam van dit geslacht is voor het eerst geldig gepubliceerd in 1922 door Girault.

## Soorten
Het geslacht Westwoodiana omvat de volgende soorten:
- Westwoodiana purpureipes Girault, 1927
- Westwoodiana testaceifemora Girault, 1922